# Костяника каменистая
Костяника камени́стая, или Костяни́ка (лат. Rúbus saxátilis) — многолетнее растение-медонос; вид рода Малина семейства Розовые.

## Ботаническое описание

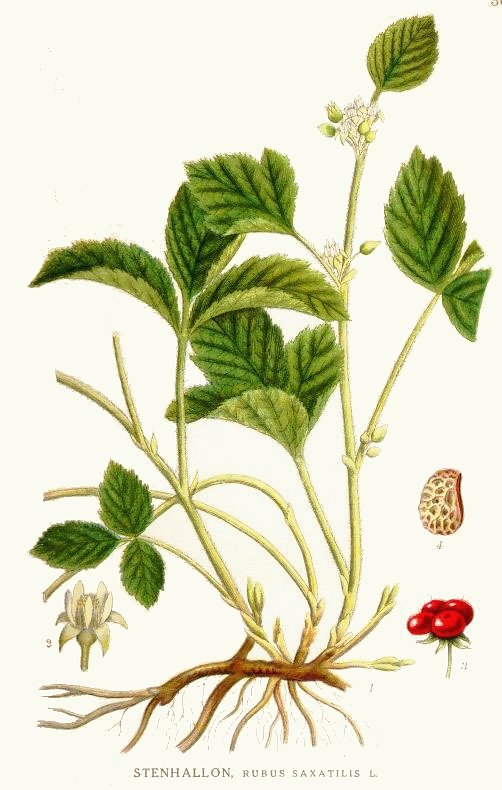
Костяника.

Костяника — небольшое многолетнее травянистое растение высотой до 30 см с длинными распростёртыми по земле побегами длиной до 1,5 м, укореняющимися к осени.
Стебель прямой с жёсткими волокнами.
Листья тройчатые, шероховатые, с жёсткими волосками, на длинных черешках. Прилистники свободные, яйцевидно-ланцетные.
Цветки белые, небольшие, обоеполые, собраны на верхушке стебля по 3—10 в щитковидные или зонтиковидные соцветия. Цветёт в мае — июне.
Плод — сравнительно крупная сборная костянка ярко-красного или оранжево-красного цвета, состоит обычно из от одного до пяти плодиков, внутри каждого имеется крупная косточка. Ягоды сочные, кисловатые. Плоды созревают в июле — августе.

## Распространение и экология
В России встречается во многих районах европейской части (кроме крайнего юга), в Сибири и на Дальнем Востоке. В Средней России известна во всех областях, приурочена к влажным лесам, преимущественно хвойным.

## Химический состав
В плодах костяники содержатся углеводы, органические кислоты, пектиновые и дубильные вещества, до 44 мг% витамина C, более 1000 мг% флавоноидов, токоферол, фитонциды. В надземной части — алкалоиды, флавоноиды, дубильные вещества, рутин, аскорбиновая кислота.

## Хозяйственное значение и использование
Рябчик охотно, но в небольших количествах поедает ягоды. Листья поедаются крупным рогатым скотом. Неустойчива к выпасу.
Ягоды можно подавать в сахаре или со сливками, с молоком и мёдом, в виде соуса и сухой приправы, костяничной водицы и кофейного напитка. Из костяники делают уксус и вино, сложный чай, её сушат. Но лучше всего есть ягоду свежей. Из костяники можно приготовить квас и морс, кисель и компот, варенье и желе, сироп и сок, мусс и приправы. Для длительного хранения ягоды засыпают сахаром или заливают водой и хранят в холодном месте (холодильник, погреб и ледник).
В народной медицине ягоды костяники используют при малокровии и при простудных заболеваниях. Отвар листьев и стеблей применяют при заболеваниях желудочно-кишечного тракта, опухолях, подагре, воспалении суставов и как противоцинготное средство. В Сибири настои листьев используют как болеутоляющее сердечное средство, при мигрени, перхоти, для укрепления волос и в качестве седативного средства.

## Классификация

### Таксономическое положение
- Rubus saxatilis L., 1753, Sp. Pl. : 494

Вид Костяника каменистая включается в род Малина (Rubus) семейства Розовые (Rosaceae) порядка Розоцветные (Rosales), последовательно входящего в более крупные клады Фабиды → Розиды → Суперрозиды → Эвдикоты → Цветковые растения. Таксономическая схема в соответствии с Системой APG IV по состоянию на июнь 2024 года:
|  |                          |  |                                   |                                   |                   |  | еще 8 семейств | еще 8 семейств |                          |  |  |  | еще 1 802 подтвержденных вида и 4 889 видов, ожидающих подтверждения |
|  |                          |  |                                   |                                   |                   |  | еще 8 семейств | еще 8 семейств |                          |  |  |  | еще 1 802 подтвержденных вида и 4 889 видов, ожидающих подтверждения |
|  |                          |  |                                   | порядок Розоцветные               |                   |  |                |                | род Малина               |  |  |  |                                                                      |
|  |                          |  |                                   | порядок Розоцветные               |                   |  |                |                | род Малина               |  |  |  |                                                                      |
|  | клада Цветковые растения |  |                                   |                                   | семейство Розовые |  |                |                | вид Костяника каменистая |  |  |  |                                                                      |
|  | клада Цветковые растения |  |                                   |                                   | семейство Розовые |  |                |                |                          |  |  |  |                                                                      |
|  |                          |  | ещё 63 порядка цветковых растений | ещё 63 порядка цветковых растений |                   |  |                | еще 116 родов  | еще 116 родов            |  |  |  |                                                                      |
|  |                          |  |                                   | ещё 63 порядка цветковых растений |                   |  |                |                | еще 116 родов            |  |  |  |                                                                      |

## Синонимы
- Cylactis saxatilis (L.) Á.Löve
- Rubus americanus (Michx. ex Pers.) Britton
- Rubus clarkei Hook.f.
- Rubus fragaria F.W.Schmidt
- Rubus ruber Gilib.
- Rubus saxatilis f. multiloba Hiitonen
- Rubus saxatilis unr. aculeatus Kit. ex Gáyer
- Rubus saxatilis var. americanus Michx. ex Pers.
- Rubus saxatilis var. canadensis Michx.
- Rubus saxatilis var. elongatus H.Post
- Rubus saxatilis var. inermis Wallr.
- Rubus saxatilis var. spinulosus Wallr.
- Rubus scandens Juss. ex Poir.
- Selnorition saxatilis Raf.
- Selnorition saxatilis (L.) Raf. ex B.D.Jacks.